# 象岛 (埃及)

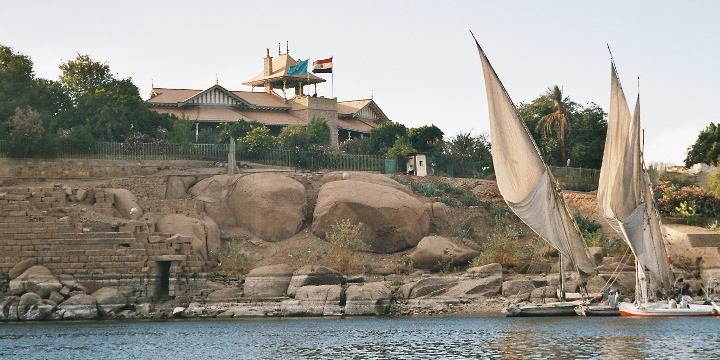
象岛阿斯旺博物馆，左下为尼罗河水量表

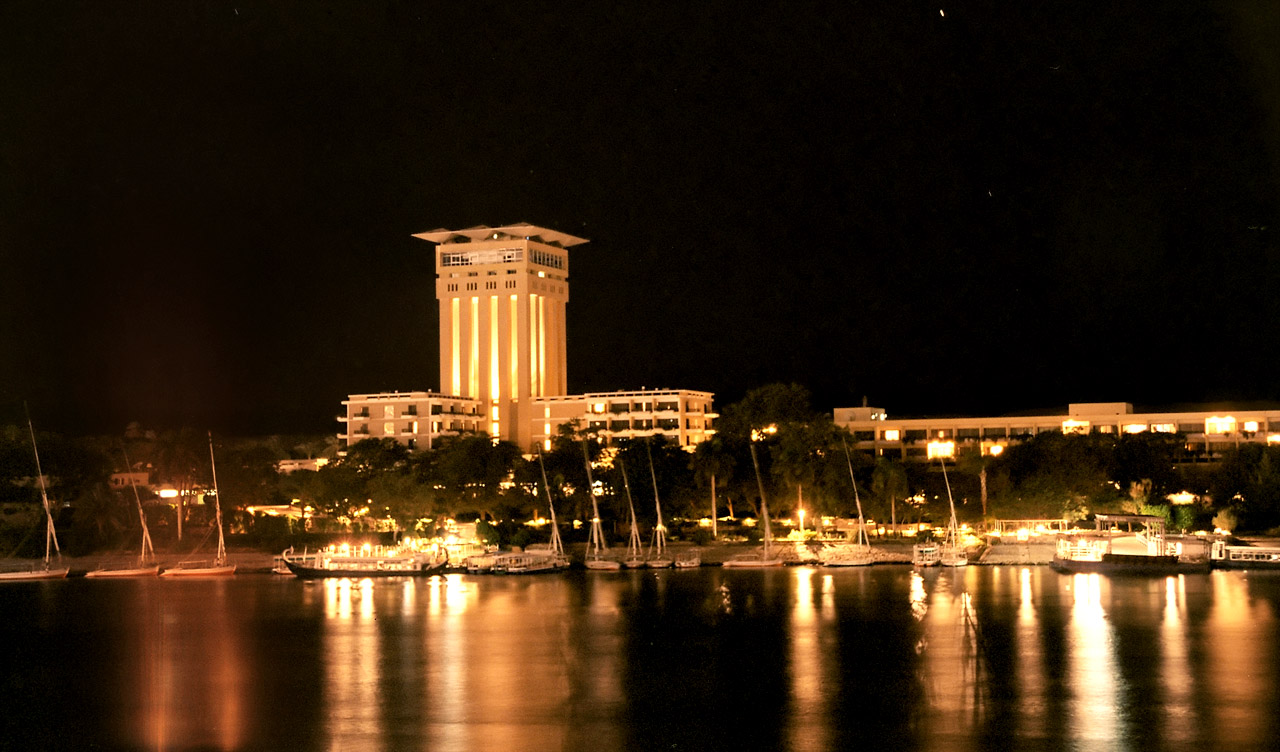
象岛上的欧贝罗伊酒店

象岛（羅馬化：ꜣbw，羅馬化：Elephantíne，羅馬化：(e)iēb），埃及阿斯旺附近尼罗河中一岛屿，南北长1.2公里，东西宽0.4公里，著名景点。
该岛古埃及时称为“阿布”，是埃及和努比亚的边界，建有要塞。古埃及人认为控制尼罗河水的尼罗河源头之神库努牡居住于该岛，因此在岛上修建了供奉他和其妻子沙提以及女儿阿努凯特的神庙，最早的库努牡神庙记载可以追述到第三王朝。现在在岛上仍然可以找到第三王朝时建造的阶梯状金字塔废墟和第六王朝时建造的神庙。
在象岛出土的文物中，象岛历和象岛古卷最为出名，前者是图特摩斯三世时短暂使用的一部历法，而后者则是在波斯帝国占领埃及期间一些驻守在象岛的犹太人士兵的记述。岛上还有一座尼罗河水量表，最早可见第十七王朝留下的记录，该水量表一直沿用至19世纪，在表上可以同时看见古埃及象形文字、罗马数字和阿拉伯数字。